# NSWRL 1962
Die NSWRL 1962 war die 55. Saison der New South Wales Rugby League Premiership, der ersten australischen Rugby-League-Meisterschaft. Den ersten Tabellenplatz nach Ende der regulären Saison belegten die St. George Dragons. Diese gewannen im Finale 9:6 gegen die Western Suburbs Magpies und gewannen damit die NSWRL zum siebten Mal in Folge und zum neunten Mal insgesamt.

## Tabelle
|      | Team                          | Spiele | Siege | Unent. | Ndlg. | Spiel- punkte | Diff. | Tabellen- punkte |
| ---- | ----------------------------- | ------ | ----- | ------ | ----- | ------------- | ----- | ---------------- |
| 01.  | St. George Dragons            | 18     | 13    | 1      | 4     | 373:194       | + 179 | 27               |
| 02.  | Newtown Jets                  | 18     | 13    | 0      | 5     | 290:230       | + 60  | 26               |
| 03.  | Western Suburbs Magpies       | 18     | 12    | 1      | 5     | 299:210       | + 89  | 25               |
| 04.  | Parramatta Eels               | 18     | 9     | 2      | 7     | 236:218       | + 18  | 20               |
| 05.  | Eastern Suburbs               | 18     | 9     | 1      | 8     | 213:230       | - 17  | 19               |
| 06.  | Canterbury-Bankstown Bulldogs | 18     | 7     | 2      | 9     | 228:235       | - 7   | 16               |
| 07.  | Manly-Warringah Sea Eagles    | 18     | 7     | 1      | 10    | 234:270       | - 36  | 15               |
| 08.  | Balmain Tigers                | 18     | 5     | 2      | 11    | 237:300       | - 63  | 12               |
| 09.  | North Sydney Bears            | 18     | 4     | 2      | 12    | 263:361       | - 98  | 10               |
| 010. | South Sydney Rabbitohs        | 18     | 4     | 2      | 12    | 212:337       | - 125 | 10               |

## Playoffs

### Ausscheidungs/Qualifikationsplayoffs
| 25. August | Western Suburbs Magpies | 6 : 0 | Parramatta Eels | Sydney Cricket Ground, Sydney Zuschauer: 26.281 Schiedsrichter: Darcy Lawler |
| 25. August | Bericht                 |       |                 | Sydney Cricket Ground, Sydney Zuschauer: 26.281 Schiedsrichter: Darcy Lawler |

| 1. September | St. George Dragons | 30 : 9 | Newtown Jets | Sydney Cricket Ground, Sydney Zuschauer: 36.058 Schiedsrichter: Col Pearce |
| 1. September | (17:6) Bericht     |        |              | Sydney Cricket Ground, Sydney Zuschauer: 36.058 Schiedsrichter: Col Pearce |

### Halbfinale
| 8. September | Western Suburbs Magpies | 25 : 13 | Newtown Jets | Sydney Cricket Ground, Sydney Zuschauer: 26.554 Schiedsrichter: Col Pearce |
| 8. September | Bericht                 |         |              | Sydney Cricket Ground, Sydney Zuschauer: 26.554 Schiedsrichter: Col Pearce |

### Grand Final
| 15. September | St. George Dragons                                            | 9 : 6         | Western Suburbs Magpies | Sydney Cricket Ground, Sydney Zuschauer: 41.184 Schiedsrichter: Jack Bradley |
| 15. September | Versuche: King Erhöhungen: McDonald Straftritte: McDonald (2) | (7:2) Bericht | Straftritte: Bray (3)   | Sydney Cricket Ground, Sydney Zuschauer: 41.184 Schiedsrichter: Jack Bradley |

| 1  | Kevin McDonald  |
| 2  | Eddie Lumsden   |
| 3  | Reg Gasnier     |
| 4  | Johnny Riley    |
| 5  | Johnny King     |
| 6  | Johnny Raper    |
| 7  | George Evans    |
| 8  | Elton Rasmussen |
| 9  | Kevin Ryan      |
| 10 | Norm Provan     |
| 11 | Billy Wilson    |
| 12 | Ian Walsh       |
| 13 | Monty Porter    |

| 1  | Ken Bray       |
| 2  | Dave Barsley   |
| 3  | Fred Norden    |
| 4  | Gil MacDougall |
| 5  | Peter Dimond   |
| 6  | Arthur Summons |
| 7  | Don Malone     |
| 8  | Kevin Smyth    |
| 9  | Garry Russell  |
| 10 | Jim Cody       |
| 11 | John Hayes     |
| 12 | Noel Kelly     |
| 13 | Dennis Meaney  |